# Antiradar

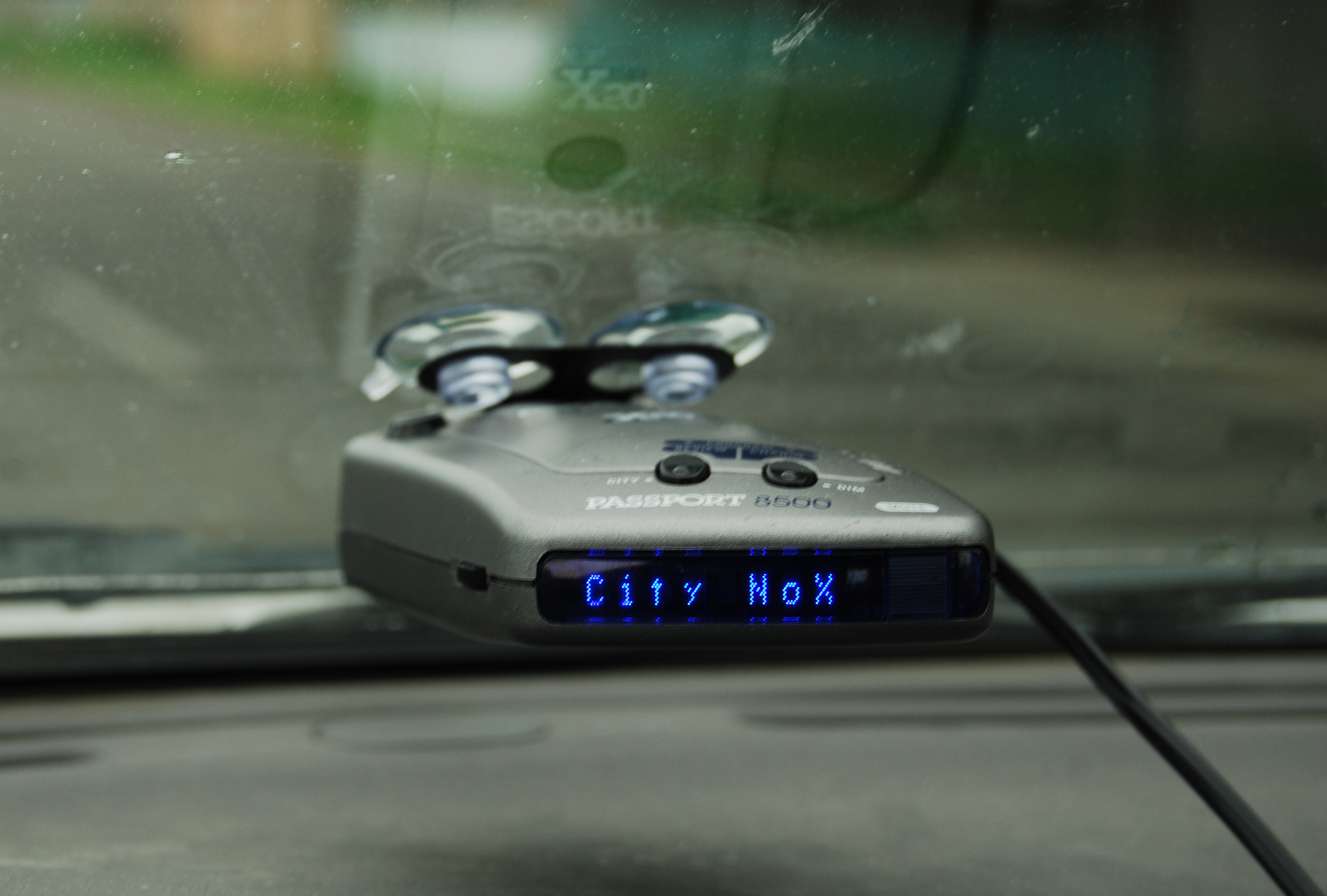
Antiradar

Antiradar je pasivní zařízení, které je naladěno na stejnou frekvenci, jakou vysílají tzv. cestní[ujasnit] radary. Je to velmi citlivý přijímač, který řidiče v dostatečném předstihu upozorní na blížící se policejní radar. Radarové detektory nic nevysílají, ani neruší činnost cestního radaru.[ujasnit] Upozorňuje řidiče zvukovým i světelným signálem na přítomnost mikrovlnné frekvence, kterou vysílá radar. Funkce antiradaru by se daly přirovnat ke klasickému radiopřijímači naladěnému na frekvenci radaru. Radarové detektory je možné rozdělit na pasivní a aktivní. Antiradary mohou být pevně zabudované nebo přenosné. Je nutné rozlišovat pojem antiradar a antilaser.
- Přenosné antiradary jsou elektronické přijímače se schopností detekovat signály naladěné frekvence, na které vysílají silniční radary. Moderní radarový detektor je řízen elektronikou, která stále sleduje vybraná frekvenční pásma a v případě, že zachytí signál, ihned varuje řidiče ve vozidle hlasovým, zvukovým i světelným signálem. Pro svou praktičnost se poslední dobou začínají prosazovat kombinované systémy antiradarů a GPS. Taková technologie pak kromě zachycení signálu radaru mobilní hlídky policie upozorní řidiče i na úseková měření, která se používají většinou ve městech. Antiradar s funkcí detekce laserové pušky řidiče také upozorní na laserové měření, ale v tu chvíli už je většinou pozdě a policista už rychlost vidí.

- Pevně zabudovaný radarový detektor se skládá ze samostatné radarové antény, která se většinou instaluje do přední části vozu a z elektronické řídící jednotky bezpečně umístěné ve vozidle. Instalaci by měl provést odborný servis, který má s takovým systémem zkušenosti a ví, kam do vozidla umístit jednotku, optimální umístění antény a vše co může mít vliv na citlivost měření.

Antilaser nebo laserová rušička je aktivní zařízení, schopné reagovat na policejní měření laserovými pistolemi, které se v České republice stále více používají. Antilaser aktivně ruší měření, dokud řidič nezpomalí svoje vozidlo na povolenou rychlost. Řidič zařízení poté vypne a policista ho může změřit. Hlavní rozdíl mezi antiradarem a laserovou rušičkou je v tom, že antiradar nevysílá žádný signál a tím nijak neruší policejní radar. Jeho používání je zcela legální a žádný zákon ho nezakazuje. Naproti tomu antilaser je aktivní zařízení, které znemožňuje policistům vykonat měření.

## Právní stav v ČR
V současné době není použití přenosných ani pevných antiradarů v České republice omezeno žádným zákonem, vyhláškou nebo předpisem. Zákon o provozu na pozemních komunikacích č. 361/2000 Sb., který platí od 1. ledna 2001, zakazuje jen použití takových aktivních prostředků, které mohou rušit nebo jinak omezovat činnost radarů. Za použití aktivních zařízení dříve hrozily až stotisícové pokuty. Dne 4. května 2011 Poslanecká sněmovna schválila zásadní snížení pokut za použití aktivního antiradaru. Pokuta za používání aktivního antiradaru se výrazně snížila a pohybuje se ve výšce od 5 000 Kč do 10 000 Kč.